# Abdelwahab Meddeb
Pour les articles homonymes, voir Meddeb.
Abdelwahab Meddeb, né le 17 janvier 1946 à Tunis et mort le 6 novembre 2014 à Paris 16e, est un écrivain, poète et animateur de radio franco-tunisien.
Directeur de la revue internationale et transdisciplinaire Dédale, spécialiste du soufisme, il enseigne la littérature comparée à l'université Paris-X. Il anime également, jusqu'à son décès, l'émission hebdomadaire Cultures d'islam sur France Culture. Il est connu pour ses prises de position publiques en faveur d'un islam libéral.

## Biographie

### Généalogie
Sa généalogie associe du côté de sa mère une lignée patricienne tunisoise — son grand-père Belhaj est d'origine tripolitaine et sa grand-mère Lasram d'origine yéménite — et du côté de son père une famille active dans les souks de Tunis et dans la grande mosquée et université de la Zitouna (fondée au milieu du IXe siècle). D'origine morisque, comptant parmi les crypto-musulmans expulsés d'Espagne à la suite du décret promulgué par le roi Philippe III le 22 septembre 1609, les aïeux paternels trouvent d'abord refuge au Maroc où leur descendance séjourne plus d'un siècle avant de s'établir à Tunis dans le dernier quart du XVIIIe siècle, après une résidence à Zaghouan, gros bourg de fondation morisque à 50 kilomètres au sud de Tunis.
Son grand-père, le cheikh Mokhtar Meddeb, a été professeur (mudarris) des lectures coraniques ('ilm al-qira'ât) à la Zitouna et son père, le cheikh Mustapha Meddeb, l'a été en principes du droit (uçûl al-fiqh) mais participa aussi dans les années 1930 au monde littéraire de Tunis en composant des poèmes inspirés par le lyrisme du groupe cairote Apollo.

### Jeunesse et formation
Abdelwahab Meddeb grandit dans une famille traditionnelle, conservatrice et pieuse, autrement dit dans un entourage musulman lettré et cultivé. Il commence à apprendre le Coran sous l'autorité de son père dès l'âge de quatre ans puis entre à l'école franco-arabe de Tunis deux ans après, dans une annexe du Collège Sadiki consacrée à l'enseignement primaire. À partir de quatorze ans, il se passionne pour la littérature française en lisant ses grands classiques. Après trois années à l'université de Tunis, il entame des études de lettres et d'histoire de l'art à l'université Paris-Sorbonne et s'établit à Paris en 1967 où il vit par la suite. Il obtient au terme de ces études une licence en 1969 et une maîtrise de lettres en 1970.

### Carrière
Parmi ses premières publications datant du milieu des années 1970 figurent des essais (parus notamment dans les Cahiers du cinéma et Les Temps modernes) et des poèmes (édités par la revue Change). Entre 1972 et 1973, il collabore avec la maison d'édition Dictionnaires Le Robert pour des notices concernant l'islam et l'histoire de l'art. Entre 1973 et 1974, il devient lecteur aux Éditions du Seuil. De 1974 à 1988, il est conseiller littéraire et directeur de collection aux éditions Sindbad et contribue à faire connaître les auteurs classiques des littératures de langue arabe et persane ainsi que les grandes voix du soufisme.
En 1983, il traduit en français le roman Saison de la migration vers le nord de Tayeb Salih,. De 1987 à 1995, il enseigne à titre de professeur invité aux universités de Genève, de Yale, de Florence et de Paris-Descartes en tant que spécialiste de littérature comparée (Europe et monde islamique), de littérature arabe francophone et d'histoire du soufisme. En 1991, il soutient à l'université d'Aix-Marseille une thèse de doctorat s'intitulant Écriture et double généalogie, la « double généalogie » étant celle de l'Europe des Lumières et du monde arabo-islamique. Il donne également des cours à l'École supérieure d'électricité et dirige un programme de recherches à la Fondation Transcultura.
Entre 1992 et 1994, il codirige la revue Intersignes avec le psychanalyste Fethi Benslama et fonde en 1995 sa propre revue baptisée Dédale,. En 1997, il fonde également une collection du même nom à la maison d'édition Maisonneuve et Larose. De 1995 à 2011, il enseigne la littérature comparée (Europe et monde islamique) à l'université Paris-X. À la demande de Patrice Gélinet, alors directeur de la station radiophonique France Culture, il crée en octobre 1997 l'émission hebdomadaire Cultures d'islam. Ensuite, il participe également, en tant qu'auteur et chercheur, à de nombreux débats ou séminaires consacrés aux rapports entre l'islam et l'Europe et collabore à plusieurs revues, dont Esprit ou Communication. Il est par ailleurs chroniqueur hebdomadaire sur Medi 1 radio, ses chroniques nourrissant son recueil Contre-prêches.
Il participe à deux films, La Calligraphie arabe (1986) de Mohamed Charbagi et Miroirs de Tunis (1993) de Raoul Ruiz. Il a aussi traduit certaines œuvres de soufis tels que, notamment, Sohrawardi ou Abû Yazid al-Bistami.
Il a enseigné la littérature comparée à l'université Paris-X.

### Polémique
Accusé par Vincent Geisser et Alain Gresh de complaisance avec le régime Ben Ali, Abdelwahab Meddeb dément tout contact avec ce régime.

### Appel à une réforme de l'Islam
En février 2008, Abdelwahab Meddeb interrogé par le journaliste Jean-Christophe Ploquin, a l'occasion de développer sa vision de l'islam. Tout d'abord, il pose en prédicat de sa réflexion le statut du Coran, que la tradition considère comme incréé car parole inaltérable de Dieu, autrement dit impossible à contextualiser. Il propose donc de « restaurer la thèse du Coran créé », ce qui permettrait d'intervenir sur le contenant et le contenu, une démarche, affirme-t-il, qui « devient un enjeu majeur » de notre temps. Le but serait de « désenclaver la référence islamique » qui pourrait ainsi « circuler à l'échelle mondiale commune ». En fait, cette réforme en profondeur est fondée, d'après lui, sur l'esprit d'Assise dont elle est l'équivalent et part du principe que toutes les formes de religion sont participantes de la vérité, ce qui suppose que chacune d'elles estime ne plus être la seule religion vraie sans pour autant « rien céder de son origine ». Il s'agirait donc de conformer la croyance islamique à la culture occidentale, ce qui se passe déjà dans les milieux lettrés libanais. Pour Meddeb, il convient ainsi de contrer l'intégrisme islamique proclamé depuis les années 1920 avec le mouvement des Frères musulmans dont l'objectif était de créer par la force « une identité alternative par rapport à l'identité hégémonique de l'Occident ». En fin de compte, Meddeb résume ainsi sa position : « L'horizon éthique doit primer sur la loi islamique ».
Avant sa mort, Abdelwahab Meddeb a le temps d'écrire trois ouvrages dénonçant l'islamisme et appelant à cette réforme radicale de l'islam, plus exactement du Coran et de son exégèse. Tous trois, publiés aux éditions du Seuil, témoignent d'une volonté d'inscrire la tradition musulmane dans la modernité : La Maladie de l'islam (2002), Contre-prêches (2006) et Sortir de la malédiction (2008). Opposé à Tariq Ramadan dans l'émission Ce soir (ou jamais !) de Frédéric Taddeï du 30 janvier 2008, il est la cible d'une violente campagne orchestrée par les milieux islamistes sur Internet.

### Décès
Atteint d'un cancer du poumon, Meddeb meurt le 6 novembre 2014 à la clinique Bizet, dans le 16e arrondissement de Paris,.

### Vie privée
Marié à Amina Meddeb, il est le père de la journaliste Hind Meddeb.

## Œuvre
Dans son œuvre polymorphe et transgénérique (allant du poème à l'essai en passant par le roman), il s'attache à honorer ce qu'il appelle sa « double généalogie », européenne et islamique, française et arabe. Son œuvre, transfrontalière, agit sur le lecteur selon une poétique et une esthétique de l'interstitiel, en quête de ce qui interfère entre les langues et les cultures, entre les credos et les imaginaires,. Sa visée tend à concilier la découverte de l'inouï en maintenant l'entretien avec les Anciens, quelle que soit leur origine : cette conversation avec les morts mêle les voix des présocratiques à celles des soufis, celles des poètes arabes et persans à celles des poètes médiévaux appartenant aux diverses traditions romanes auxquels il convient d'ajouter ce qui nous parvient des maîtres de la Chine et du Japon classiques. Cependant, Meddeb accorde une place privilégiée aux échos qui résonnent entre les textes d'Ibn Arabi et ceux de Dante à travers lesquels il perçoit les ancêtres de son croisement culturel. Ses derniers essais confirment un engagement tranché et radical contre l'exclusivisme belliqueux de l'intégrisme qu'il diagnostique comme étant la « maladie de l'islam »,. Son œuvre, quels qu'en soient le support et les enjeux, traduite dans une vingtaine de langues, reste ouverte sur l'horizon cosmopolitique d'une weltliteratur toujours à venir, qu'il enrichit par le désenclavement des références arabes et islamiques.

## Prix et distinctions

### Prix littéraires
- Prix François-Mauriac de la région Aquitaine pour La Maladie de l'islam (2002)[2]
- Prix Max-Jacob pour son recueil de poésies Matière des oiseaux (2002)[2]
- Prix Benjamin-Fondane pour Contre-prêches (2007)[2]
- Prix Doha capitale culturelle arabe pour l'ensemble de son œuvre, qu'il partage avec Édouard Glissant
- Prix Ibn Khaldoun pour la promotion des études et des recherches en sciences humaines et sociales (Tunisie, 2016)[20],[21]

### Décoration
- Commandeur de l'ordre de la République ; son épouse reçoit la décoration des mains du président de la République tunisienne Béji Caïd Essebsi, à titre posthume, le 31 octobre 2015[22],[23].

## Publications

### Ouvrages personnels
- Talismano, Paris, Christian Bourgois, 1978, 276 p. (ISBN 978-2267001501).
- Phantasia : roman, Paris, Sindbad, 1986, 214 p. (ISBN 978-2727401254).
- Tombeau d'Ibn Arabi, Paris, Noël Blandin, 1987, 81 p. (ISBN 978-2907695077).
- Les Dits de Bistami, Paris, Fayard, 1989, 206 p. (ISBN 978-2213023823).
- La Gazelle et l'enfant, Arles, Actes Sud, 1992, 53 p. (ISBN 978-2869433618).
- Récit de l'exil occidental par Sohrawardi, Saint-Clément-de-Rivière, Fata Morgana, 1993, 48 p. (ISBN 978-2851940636).
- Les 99 stations de Yale, Saint-Clément-de-Rivière, Fata Morgana, 1995, 43 p. (ISBN 978-2851943866).
- Le Paradoxe des représentations du divin : l'image et l'invisible, Paris, Maisonneuve et Larose, 1995, 257 p. (ISBN 978-2706811753).
- Blanches traverses du passé, Saint-Clément-de-Rivière, Fata Morgana, 1997, 40 p. (ISBN 978-2851944320).
- Aya dans les villes, Saint-Clément-de-Rivière, Fata Morgana, 1999, 130 p. (ISBN 978-2851944863).
- Matière des oiseaux, Saint-Clément-de-Rivière, Fata Morgana, 2001, 90 p. (ISBN 978-2851945549).
- La Maladie de l'islam, Paris, Éditions du Seuil, 2002, 224 p. (ISBN 978-2020134934).
- Islam, la part de l'universel, Paris, Ministère des Affaires étrangères, 2003, 69 p. (ISBN 978-2914935043).
- Tchétchénie surexposée : une vie dans l'ombre, Manosque, Le Bec en l'air, 2005, 64 p. (ISBN 978-2916073071).
- L'Exil occidental, Paris, Albin Michel, 2005, 182 p. (ISBN 978-2226158970).
- Contre-prêches, Paris, Éditions du Seuil, 2006, 516 p. (ISBN 978-2020885355).
- Sortir de la malédiction : l'islam entre civilisation et barbarie, Paris, Éditions du Seuil, 2008, 294 p. (ISBN 978-2757853825).
- Printemps de Tunis : la métamorphose de l'histoire, Paris, Albin Michel, 2011, 173 p. (ISBN 978-2226220899)[24].
- Portrait du poète en soufi, Paris, Belin, 2015, 181 p. (ISBN 978-2701192871).
- Instants soufis, Paris, Albin Michel, coll. « L'Extrême contemporain », 2015, 183 p. (ISBN 978-2226258557).
- Vers l'orient : carnets de voyage de Tanger à Kyoto, Paris, Stock, 2025, 512 p. (ISBN 978-2234099036)[25]

### Ouvrages collectifs
- Ré Soupault : la Tunisie, 1936-1940, Heidelberg, Wunderhorn, 1996, 127 p. (ISBN 978-3884231029), avec Manfred Metzner et Hans Thill (de).
- Saigyō Hōshi (trad. Hiromi Tsukui), Vers le vide, Paris, Albin Michel, 2004, 211 p. (ISBN 978-2226151834).
- La Conférence de Ratisbonne : enjeux et controverses, Paris, Bayard, 2007, 115 p. (ISBN 978-2227476837), avec Jean Bollack et Christian Jambet.
- Pari de civilisation, Paris, Éditions du Seuil, 2009, 209 p. (ISBN 978-2020974653), avec Christian Jambet.
- La plus belle histoire de la liberté, Paris, Éditions du Seuil, 2009, 194 p. (ISBN 978-2021000931), avec André Glucksmann, Nicole Bacharan et Václav Havel.
- Nadia Benjelloun, Les Femmes, l'amour et le sacré, Paris, Albin Michel, 2010, 201 p. (ISBN 978-2226207449).
- Nadia Benjelloun, Le Voyage initiatique, Paris, Albin Michel, 2011, 217 p. (ISBN 978-2226220523).
- Christoph König et Heinz Wismann (dir.), La Lecture insistante : autour de Jean Bollack, Paris, Albin Michel, 2011, 511 p. (ISBN 978-2226208910).
- (en) Paolo Fabbri et Tiziana Migliore (dir.), The Architectures of Babel : Creation, Extinctions and Intercessions in the Languages of the Global World, Florence, Olschki, 2011, 152 p. (ISBN 978-8822260963).
- Dégage ! Une révolution, Paris, Phébus, 2012, 170 p. (ISBN 978-2752906717), avec Colette Fellous, Georges Wolinski, Lionel Besnier et Narges Temimi.
- Histoire des relations entre juifs et musulmans des origines à nos jours, Paris, Albin Michel, 2013, 1145 p. (ISBN 978-2226248510)[26], avec Benjamin Stora.
- Face à l'islam, Paris, Textuel, 2015, 220 p. (ISBN 978-2845975170), avec Philippe Petit.
- En Tunisie, Tunis, Lalla Hadria, 2021, 148 p. (ISBN 978-9938954487), avec Jellal Gasteli et Albert Memmi.